# Zubní vzorec
Zubní vzorec vyjadřuje u savců počet jednotlivých typů zubů.
Zuby mají své pojmenování vzhledem ke svému postavení a funkci v jednotlivých úsecích chrupu a také dle morfologie. Jelikož je potřeba, aby se vzájemně domluvili lidé z různých odvětví medicíny, či už z oblasti výzkumní, vědecké, nebo klinické praxi, zuby musí mít kromě svého pojmenování i zkratku, případně číselný kód, který jasně vypovídá o tom, jaké má daný zub postavení v dentici. Abychom mohli mluvit o značení zubů, musíme vědět jaké zuby a kolik se jich nachází v dočasné a stálé dentici. Ve stálé dentici se nachází 32 zubů (ve čtvrtinovém vzorci máme: dva řezáky, jeden špičák, dva premoláry a tři moláry) a v dočasné dentici jich máme 20 (1/4 vzorec: dva řezáky, špičák a dva moláry).

## Zubní kříž
Pro snadnější komunikaci mezi lékaři a rychlejší zápis do karty se používají různé systémy značení zubů. Všechny tyto systémy mají společný zubní kříž, který zuby rozděluje na čtyři kvadranty. Horizontální čarou dělí dentici na horní a dolní část a vertikální na pravou a levou část.
Zubní kvadranty číslujeme ve směru hodinových ručiček, a to na: pravý horní, levý horní, pak levý dolní a nakonec pravý dolní kvadrant. Jelikož má trvalý chrup 32 zubů v jednom kvadrantu se nachází zubů osm, u dočasného chrupu je jich v každém kvadrantu pět

## Vzorec používající písmena
Zuby se označují podle začátečních písmen jejich latinského pojmenování:
I – incisivus (řezák), C – caninus (špičák), P – premolares (třenové), M – molares (stoličky). Číselným indexem označíme specifické postavení zubu ve skupině. Pro jeden kvadrant u stálého chrupu platí následovné schéma: I1I2CP1P2M1M2M3
K označování zubů v dočasné dentici používáme malá písmena ( i1i2cm1m2)

## Vzorec používající čísla
Do uvedených kvadrantů značíme zuby od střední čáry, tedy od řezáku po poslední stoličku u stálého chrupu arabskými číslicemi od jeden po osm, u dočasného chrupu je značíme římskými číslicemi od jedna po pět.

## Označování podle Zsigmoniho
U nejstaršího způsobu značení, které navrhl Zsigondy (1861) používáme zubní kříž, chceme-li naznačit, kde se daný zub v chrupu nachází. Daný způsob značení využíval jako symbolu dvou úseček vymezujících příslušný kvadrant. Tento způsob značení se v dnešní době moc nepoužívá.

## Označení podle Haderupa
Ve starší literatuře se můžeme setkat se systémem označování dle Haderupa (1887). V tomhle systému se u horní čelisti používá znaménko + (plus) a pro dolní čelist znaménko − (minus). Znaménko nám udává střed dané čelisti. Podle toho jestli umístíme číslo zubu před, nebo až za znaménkem, určuje jeho polohu v čelisti.
Příklad značení u permanentní dentice: pravý horní špičák 3+, levý horní špičák +3, pravý dolní špičák 3-, levý dolní špičák -3.
Příklad značení u deciduální dentice: pravý horní špičák III+, levý horní špičák +III, pravý dolní špičák III-, levý dolní špičák -III.

## Systém FDI
V roce 1970 zavedla Mezinárodní stomatologická federace FDI systém, který se obejde bez používání úhlového znaku odvozeného od zubního kříže. Každý ze zubů je označený dvouciferným znakem, kterého prvá číslice zodpovídá číslu kvadrantu, ze kterého daný zub pochází. Pro zuby stálého chrupu je značíme číslicemi 1 až 4, u chrupu dočasného používáme číslice 5 až 8. Druhá číslice udává postavení zubu v daném kvadrantu (u stálé dentice 1 až 8 a u dočasného chrupu 1 až 5). Například levý dolní špičák je u stálého chrupu označen číslicemi 33, u dočasného 73. Je potřeba poznamenat, že tato čísla se čtou odděleně, nikoli společně. Tedy tři-tři nebo sedm-tři, nikoliv třiatřicet nebo třiasedmdesát.

## Univerzální systém
V tomto systému jsou zuby označovány postupně, u permanentní dentice číslicemi od 1 po 32. Číslice 1 odpovídá pravé horní třetí stoličce, dle značení FDI 18. Poslední číslo odpovídá pravé dolní třetí stoličce, FDI 48. V deciduální dentici používáme k označování písmena A–T. Orientace podle tohoto systému je dost nepřehledná a náročná, proto se v běžné praxi moc nepoužívá.